# Leandra pilonensis
Leandra pilonensis är en tvåhjärtbladig växtart som beskrevs av John Julius Wurdack. Leandra pilonensis ingår i släktet Leandra och familjen Melastomataceae. Inga underarter finns listade i Catalogue of Life.